# Kamienie obrazkowe

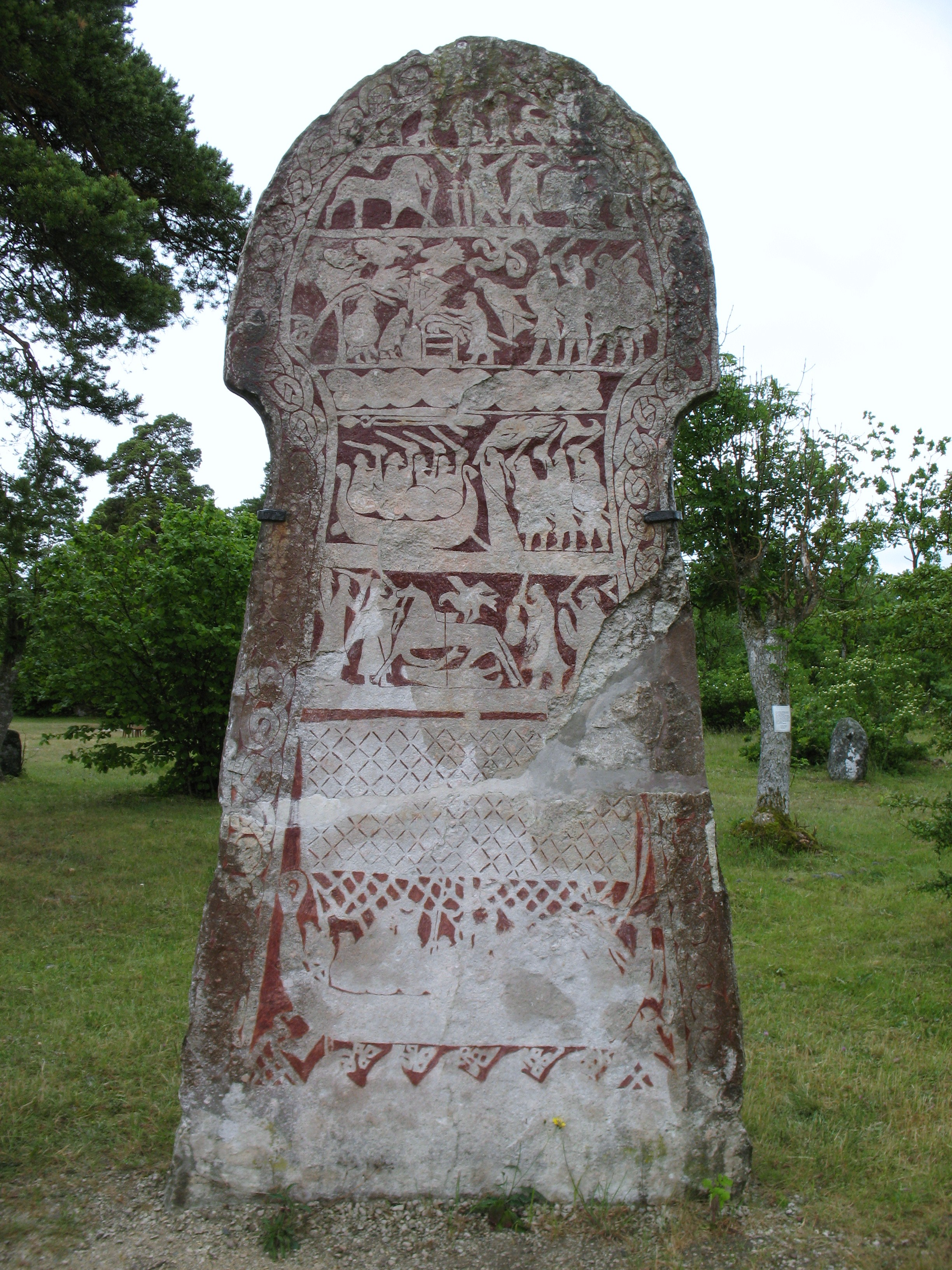
Kamień obrazkowy

Kamienie obrazkowe (szw. bildstenar) – nagrobne stele wykonane ze skał, pokryte wyłącznie lub głównie rytymi wizerunkami lub figurami geometrycznymi, a nie runami, charakterystyczne dla kultury Gotlandii w okresie od około 400 roku n.e. (okres wielkiej wędrówki ludów) do schyłku epoki wikingów (VIII–XI wiek) . 

## Dane ogólne
Według stanu na 2024 rok znano około 750 kamieni obrazkowych . Przeważnie pełniły one pierwotnie funkcję kamieni nagrobnych, ale później niektóre z nich zabrano z oryginalnych lokalizacji i użyto do budowy średniowiecznych kościołów Gotlandii. Rytymi wizerunkami i ornamentami zdobiono tylko jedną stronę (przednią). Sądzi się, że kamienie prawdopodobnie były dodatkowo malowane, jednak pierwotna kolorystyka się nie zachowała. Widoczne współcześnie na płytach barwienia są dziełem archeologa Sune Lindqvista z pierwszej połowy XX wieku . Wielkość płyt jest bardzo różna. Istnieją okazy zwane „karłowatymi”, wynoszące kilkadziesiąt centymetrów wysokości. Największe przekraczają 4 m , waga sięga 2 ton.
Stele wykonane są z lokalnego, gotlandzkiego surowca, najczęściej pozyskiwanego z niewielkiej odległości względem miejsca występowania danego nagrobka (do 10 km), choć zdarzają się okazy transportowane z większych dystansów, nawet 30 i 40 km. Na większe dystanse transportowane nie tylko małe stele, ale i duże, np. ważący ok. 2 tony kamień Klinte Hunninge I pochodzi z wychodni skalnej odległej co najmniej 20 km od miejsca jego występowania. Zdecydowana większość kamieni obrazkowych wykonano z uławiconych, ziarnistych, koralowcowych wapieni sylurskich z licznymi skamieniałościami, pozyskiwanych z naturalnych odsłonięć, zwłaszcza na wybrzeżu. Jedynie na południu wyspy są stele wykute z piaskowca sylurskiego z miejscowych wychodni. 

## Typy
Wydziela się cztery lub pięć typów kamieni obrazkowych, różniące się ikonografią, kształtem i sposobem rycia oraz chronologią. Typologię tę stworzył archeolog Sune Lindqvist na początku lat 40. XX wieku , jednak z pewnymi modyfikacjami jest ona używana i w XXI wieku (np. Hänsel i in. 2023).
Najstarszy – typ A – powstawał w okresie ok. 400–600 n.e. Płyty mają kształt ostrza topora o lekko zaokrąglonej górnej krawędzi i prostych bokach, lekko rozszerzających się w najwyższej części. Ikonografia cechuje się brakiem narracji oraz przewagą figur geometrycznych, głównie okręgów i dysków ze spiralami. Są one interpretowane jako wizerunki Słońca i innych ciał niebieskich. Niekiedy figury te otoczone są splotami wielkich węży. Rzadziej spotyka się wyobrażenia walki wojowników z mitycznymi zwierzętami (podobnych do smoków) i rysunki okrętów. Sądzi się, że obrazy te oddają ówczesne wierzenia religijne zwłaszcza związane ze śmiercią, wędrówką w zaświaty i życiem pozagrobowym . Rysunki są płytko rzeźbione.
Typ B powstawał w wiekach VI i VII. Ma podobny kształt do typu A, ale z bokami wklęsłymi oraz bardziej wypukłą górną krawędzią. Na powierzchni głównej charakterystyczne dla tego typu są przedstawiane schematycznie rytymi liniami okręty, przeważnie z żaglem i wizerunki ptaków wodnych.
Kolejne typy, oznaczone literami C–E, mają charakterystyczny, grzybkowaty kształt. Ich bogato ornamentowane powierzchnie są jednak silnie zwietrzałe, przez co widniejące na nich rysunki są niemal całkowicie nieczytelne. Kamienie te określa się mianem „ślepych”, ponieważ nie da się ich precyzyjnie usystematyzować ani datować.
Typy C i D datowane są na okres wikiński, głównie na IX i X wiek, choć część mogła powstać w VIII wieku. Ikonografia tych kamieni różni się od starszych powszechnością narracji w przedstawianych scenach oraz postaci ludzkich, w tym konnych. Bardzo częsty jest wizerunek jeźdźca, którego kobieta częstuje napojem w rogu, interpretowany jako powitanie zmarłego bohatera przez walkirię w Walhalli. Pospolite są też inne wątki z mitologii nordyckiej i sceny z sag . Kamienie typu C i D cechuje także rzeźbienie tła, duża detaliczność i naturalizm scen, a także stosowanie wzdłuż obrzeża powierzchni z wizerunkami pasa zdobionego rytymi ornamentami. Oba te typy są bardzo podobne kształtem i ikonografią, powstawały w tym samym okresie i czasami są ujmowane łącznie jako typ C/D  lub D są traktowane jako podgrupa C, a niekiedy opisuje się je jako różne grupy. Różnica między C a D polega na tym, że w pierwszym typie tło jest rzeźbione płytko (1 mm), a w grupie D głęboko.  
Najmłodszy jest typ E tworzony w XI wieku i na początku XII wieku Od starszych typów różnią się obecnością runicznych inskrypcji i małą ilością obrazów, wśród których są smocze głowy oraz krzyże. Napisy runiczne zwykle rozmieszczone są przy krawędziach płyty, równolegle do nich. W XI wieku typowe kamienie obrazowe zastępowane są na Gotlandii kamieniami runicznymi lub kamieniami z symbolami chrześcijańskimi . 
Kamienie obrazkowe ze względu na swoją wizualność mają duże znaczenie w rekonstrukcji ówczesnego uzbrojenia i strojów, a także przedchrześcijańskich wierzeń Skandynawów. Liczne kamienie obrazkowe (co najmniej 95 sztuk) znajdują się w kolekcji Gotlands Museum w Visby.